# 赵一曼纪念园
赵一曼纪念园位于中国黑龙江省哈尔滨尚志市长寿乡一曼村，是100个全国红色旅游经典景区名录之一，为国家AAA级旅游景区、红色旅游经典景区、爱国主义教育基地。纪念园内有赵一曼塑像等景点，部分景点刻画东北抗日联军与日军作战的景象。
赵一曼纪念园所在地原属于珠河县铁北区候林乡小北沟，坐落在春秋岭脚下，是中国共产党抗日女英雄赵一曼开展抗日工作的主要活动区域，也是她被日军拘捕之地，以兹纪念更名为一曼村。1984年，县民政局将此处复建原状，并设石碑一座。2007年黑龙江省发展和改革委员会设立项目，建设占地面积60万平方米的赵一曼纪念园，2008年9月竣工。2010年12月，被黑龙江省委、省政府公布为省级爱国主义教育基地。

## 景观
- 赵一曼塑像
- 国旗台
- 主题群雕：纪念园的标志景点，重塑赵一曼负伤被俘前，与团长王惠桐于1935年11月14日在春秋岭主峰与日伪军作战的场景
- 纪念碑刻：由民族魂、祖国万岁、巾帼英雄等组成的42块碑刻群
- 抗联井：当初东北抗日联军宿营时饮用的水井

除此之外，还有英烈墙、养伤窝棚、石砬子会议遗址、春秋岭战役遗址，以及野生树莓园、野生杜鹃园、荷花池、浆果采摘园等景点。